# Tarte au beurre
Une tarte ou tartelette au beurre est une pâtisserie canadienne à base de beurre, de sucre, de sirop et d'œufs. Le tout est mélangé et inséré dans un fond de tarte et cuit jusqu'à ce que la surface devienne partiellement solide, avec une légère croûte. La tarte au beurre est l'un des desserts canadiens les plus réputés. Elle s'apparente à la tarte au sucre ainsi qu'à la tarte aux pacanes.
La tarte au beurre ne doit pas être confondue avec le pâté au beurre (en), un plat de Preston Angleterre, ni avec le pain et pudding au beurre (en).
La recette, et conséquemment la texture et l'apparence de la tarte au beurre, varient légèrement selon les familles qui la préparent,. Parfois, des noix ou des pacanes sont ajoutées, bien que cela soit proscrit par des puristes. D'autres ingrédients additionnels comprennent des raisins, raisins de Corinthe, de la noix de coco, des dattes, du butterscotch, des pépites de chocolat, du beurre d'arachide, du sirop d'érable, du café, voire du chai.

## Histoire
La première recette que publiée pour les tartes au beurre a été Livre de recettes de la femme auxiliaire de l'Hôpital Royal Victoria (« The Women’s Auxiliary of the Royal Victoria Hospital Cookbook » en anglais) en 1900.

## Information nutritionnelle
Une recette typique de tarte au beurre possède la valeur nutritionnelle suivante (par portion de 100 g) :
- calories : 577
- lipides (g) : 25,2
- cholestérol (mg) : 60
- glucides (g) : 84
- protéines (g): 6,4